# Іспанський щит

Іспанський щит

Пропорції іспанського щита (ширина 5, висота 6).

Іспа́нський щит — у геральдиці один із основних типів геральдичного щита. Має прямокутну форму, заокруглений знизу. Відомий з ХІІ століття. Найраніше використовувався у християнських країнах Піренейського півострова, який тоді називався Іспанією. У XIV—XVII століттях вживався за межами півострова, зокрема в Фландрії, Німеччині, Італії, Угорщині, Польщі (Речі Посполитій) та Росії. Одна із найпоширеніших форм щита в новітній українській геральдиці.

## Назва
- Заокру́глений щи́т (італ. scudo ritondato) — назва від форми нижньої частини щита; використовується для уникнення топонімічної прив'язки.
- Ібері́йський щи́т (порт. escudo ibérico) — назва, що походить від Іберії, одного з найменувань Піренейського півострова.
- Іспа́нський щи́т (англ. spanish shield; ісп. escudo español; італ. scudo spagnolo; нім. Spanischer Schild; порт. escudo espanhol) — назва, що походить від Іспанії, античної назви Піренейського півострова.
- Піво́стрівний щи́т (порт. escudo peninsular) — назва від Піренейського півострова.
- Португа́льський щи́т (ісп. escudo portugués; італ. scudo portoghese; порт. escudo português) — назва у португальській геральдиці, з метою підкреслення окремішності від іспанської. Словосполучення у португальській мові також може позначати герб Португалії, або португальське ескудо.
- Флама́ндський щит (ісп. escudo flamenco; італ. scudo fiammingo; порт. escudo flamengo) — назва, що походить від Фландрії.

## Галерея

Іспанія
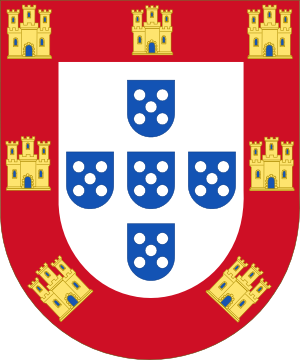
Португалія
Вільнюс
Львів
Річ Посполита
Кантабрія